# قدیس (فیلم ۲۰۱۷)
قدیس (به انگلیسی: The Saint) یک فیلم اکشن آمریکایی محصول سال ۲۰۱۷ به کارگردانی ارنی بارباراش با بازی آدام رینر در نقش اصلی سیمون تمپلار است. این آخرین حضور راجر مور در فیلم بود و فیلم به یاد او اختصاص داشت. این فیلم که در سال ۲۰۱۳ به عنوان قسمت آزمایشی برای یک مجموعه تلویزیونی فیلمبرداری شده بود، در ابتدا در نظر گرفته نشده بود که سریال پخش شود. سرانجام در سال ۲۰۱۷ به احترام راجر مور پس از مرگ وی به صورت فیلم ویدئویی منتشر شد.

## خلاصه داستان
یک سارق حرفه ای بین‌المللی به نام سایمون تمپلار از یک مرد ثروتمند درمانده مأموریت می‌گیرد تا دختر ربوده شده اش را پیدا کند. با این حال سایمون علاوه بر فرار از دست مقامات دولتی، باید با یک دشمن خطرناک از گذشته اش نیز روبرو شود.